# ريتشارد جاي ماير
ريتشارد جاي ماير (بالإنجليزية: Richard J. Mayer)‏ هو عالم حاسوب ومهندس أمريكي، ولد في 1952.